# Bundesverwaltung (Schweiz)

Logo der Bundesbehörden der Schweizerischen Eidgenossenschaft

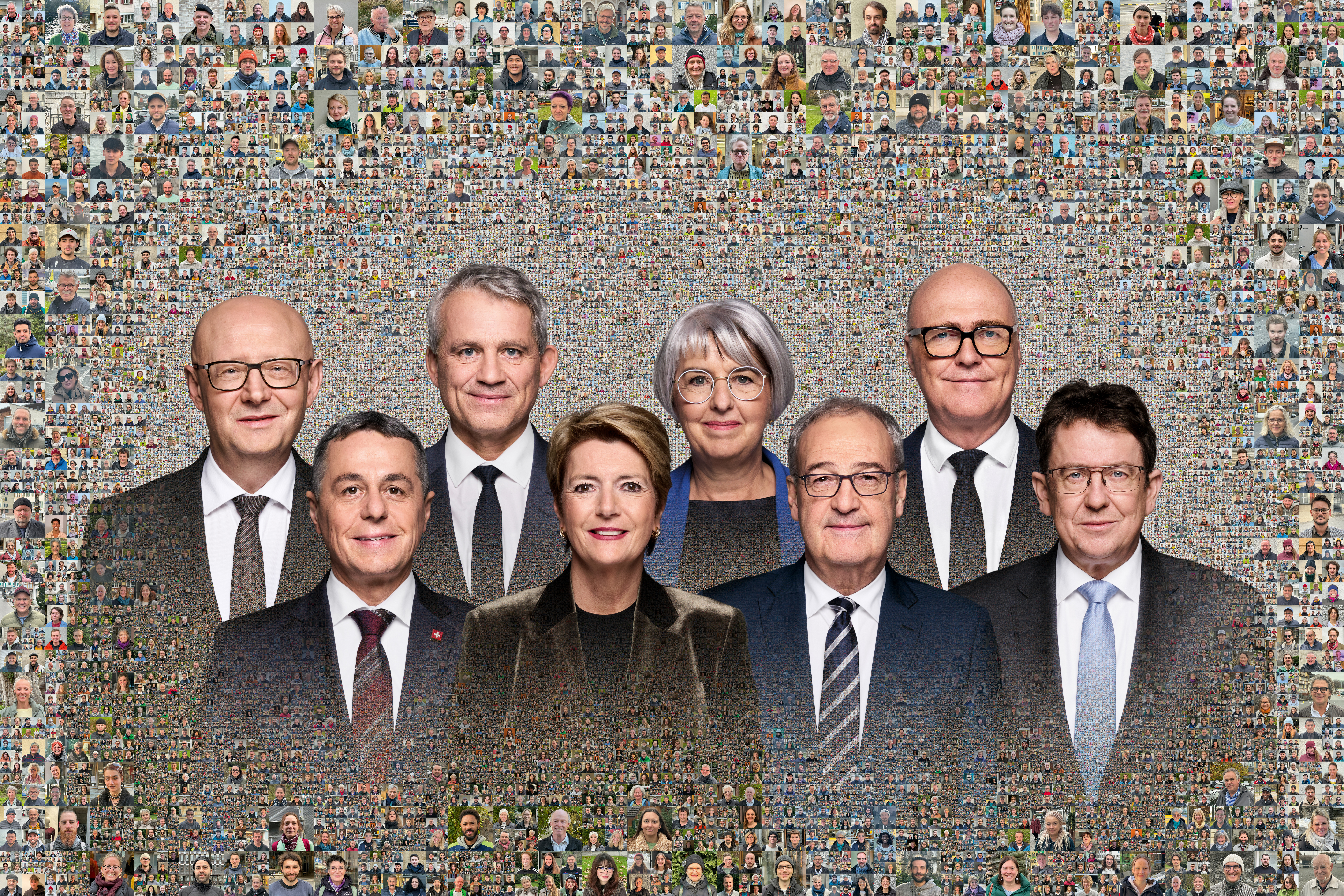
Der Gesamtbundesrat und der Bundeskanzler (2025)

Die Bundesverwaltung (französisch Administration fédérale, italienisch Amministrazione federale, rätoromanisch Administraziun federalaⓘ) stellt zusammen mit dem Bundesrat die Exekutive der Schweizerischen Eidgenossenschaft dar.
Sie umfasst sieben Departemente (vergleichbar einem Ministerium), die Bundeskanzlei sowie die dezentralisierten Verwaltungseinheiten (knapp 90 Ämter) und untersteht dem Bundesrat. Jedes Mitglied des Bundesrates steht einem Departement vor (Departementsprinzip) und trägt für dieses die politische Verantwortung. Der Bundeskanzler leitet die Bundeskanzlei.
2024 bestand das Personal der Bundesverwaltung aus 43'513 Mitarbeitenden bzw. 38’962 Vollzeitstellen. Die Sprachen (Erstsprache) der Mitarbeiter der Bundesverwaltung verteilten sich 2024 folgendermassen: Deutsch 69,2 Prozent, 23,4 Prozent Französisch, 7,0 Prozent Italienisch und 0,5 Prozent Rätoromanisch. Die Geschlechterverteilung lag bei 55,3 Prozent Männer (Durchschnittsalter 46,4 Jahre) und 44,7 Prozent Frauen (Durchschnittalter 44,5 Jahre).
Die Departemente heissen heute Eidgenössisches Departement für auswärtige Angelegenheiten (EDA), Eidgenössisches Departement des Innern (EDI), Eidgenössisches Justiz- und Polizeidepartement (EJPD), Eidgenössisches Departement für Verteidigung, Bevölkerungsschutz und Sport (VBS), Eidgenössisches Finanzdepartement (EFD), Eidgenössisches Departement für Wirtschaft, Bildung und Forschung (WBF), und Eidgenössisches Departement für Umwelt, Verkehr, Energie und Kommunikation (UVEK). Alle Departemente sind elektronisch über das mehrsprachige Portal admin.ch zugänglich.
Im Sinne der Gewaltenteilung unabhängige Verwaltungen haben die Bundesversammlung mit den Parlamentsdiensten sowie das Bundesgericht mit dem Generalsekretariat.

## Departemente, Ämter, Einrichtungen
Folgende Behörden, Bundesbetriebe und Einrichtungen sind den jeweiligen Departementen unterstellt (Reihenfolge gemäss Staatsrechnung):

### Bundeskanzlei(BK)
Bundeskanzler Viktor Rossi
- Bereich Bundeskanzler

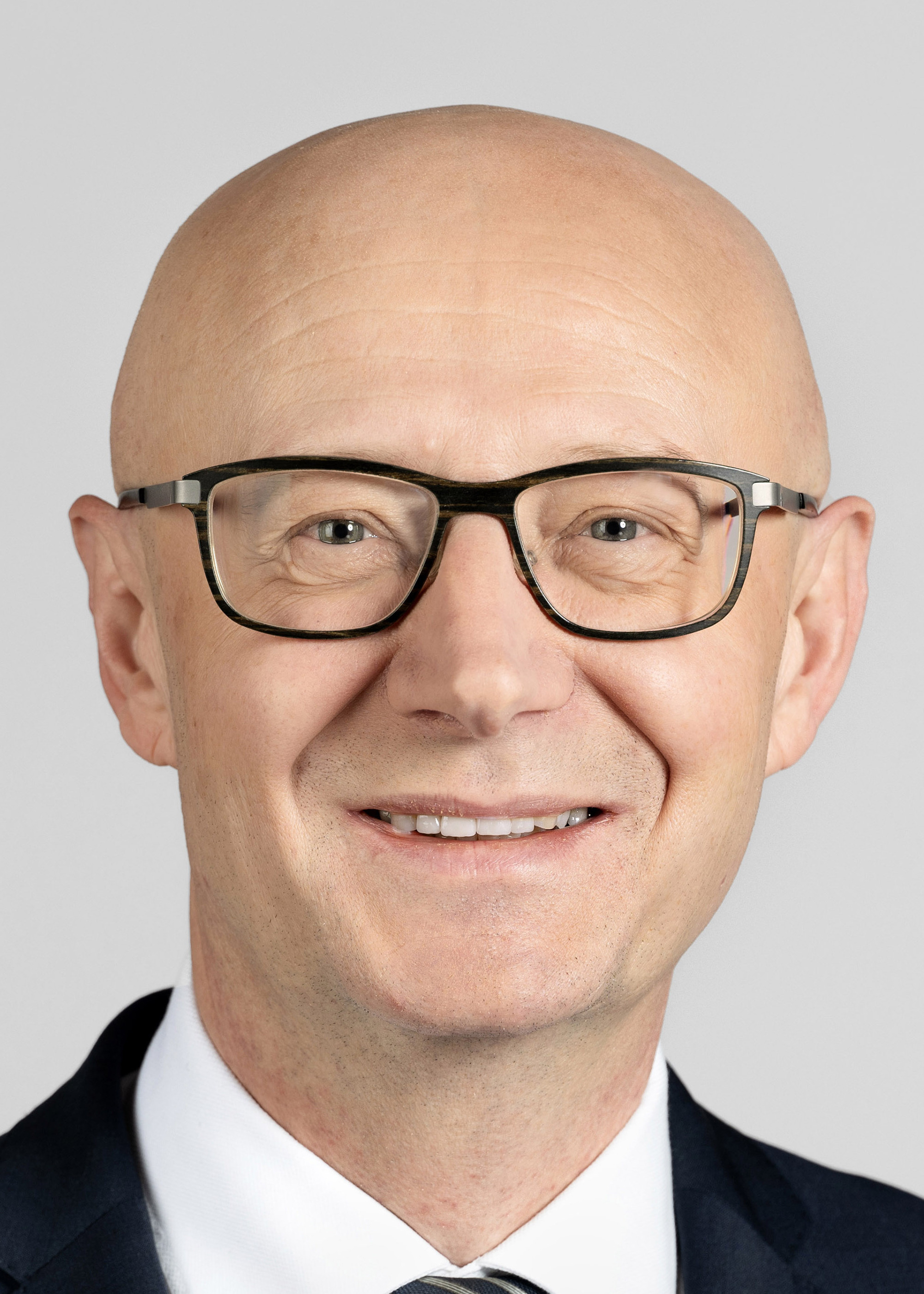
Viktor Rossi (GLP/BE)

  - Sektion Politische Rechte (prüft Volksinitiativen, kontrolliert eingereichte Unterschriftenlisten, organisiert Volksabstimmungen sowie Nationalratswahlen, bearbeitet diesbezügliche Beschwerden)
- Bereich Bundesrat (geleitet von Vizekanzlerin Rachel Salzmann)
  - Kompetenzzentrum Amtliche Veröffentlichungen (KAV) (gibt Bundesblatt, Amtliche Sammlung und Systematische Rechtssammlung des Bundesrechts heraus)Sektion Bundesratsgeschäfte (Vor- und Nachbearbeitung der Bundesratssitzungen)
  - Sektion Recht (Kontroll- und Beratungsfunktion im Gesetzgebungsprozess)
  - Zentrale Sprachdienste
- Bereich Digitale Transformation und IKT-Lenkung (geleitet von Daniel Markwalder als Delegierter des Bundesrates für digitale Transformation und IKT-Lenkung und Nachfolgeorganisation des Informatiksteuerungsorgan des Bundes)
  - Abteilung Dienstleistungen Digitalisierung (für die finanzielle Führung der zentralen IKT-Mitteln)
  - Abteilung Digitale Schweiz (koordiniert die Weiterentwicklung und Umsetzung der "Strategie Digitale Schweiz")
  - Abteilung Digitale Standardleistungen (führt die verwaltungsübergreifenden gemeinsamen Dienste)
  - Abteilung Transformation und Interoperabilität (unterstützt bei wichtigen und strategischen Digitalisierungsthemen und stellt einen Pool an Schlüsselprojektleiter zur Verfügung)
- Bereich Kommunikation und Strategie (geleitet von Vizekanzlerin und Bundesratssprecherin Nicole Lamon)
  - Diplomatische Beratung, Präsidialdienst
  - Sektion Kommunikation (informiert die Medien und die Öffentlichkeit über die Tätigkeit des Bundesrates und der Bundeskanzlei)
  - Sektion Kommunikationsunterstützung
  - Sektion Strategische Führungsunterstützung (vormals Sektion Strategische Führungsunter erarbeitet u. a. zusammen mit den Departementen den Bericht über die Legislaturplanung, die Jahresziele des Bundesrats sowie die jährlichen Geschäftsberichte zuhanden des Parlaments)
- Bereich Ressourcen
  - Fachstelle Personensicherheitsprüfungen
  - Sektion Digitale Dienste
  - Sektion Geschäftsverwaltung, Sicherheit, Informatik
  - Sektion Personal, Finanzen, Controlling
- Stab Bundeskanzler (unterstützt den Bundeskanzler und die Vizekanzler in allen organisatorischen und administrativen Angelegenheiten.)

Administrativ der Bundeskanzlei zugeordnet:
- Eidgenössischer Datenschutz- und Öffentlichkeitsbeauftragter (EDÖB)

### Eidgenössisches Departement für auswärtige Angelegenheiten(EDA)

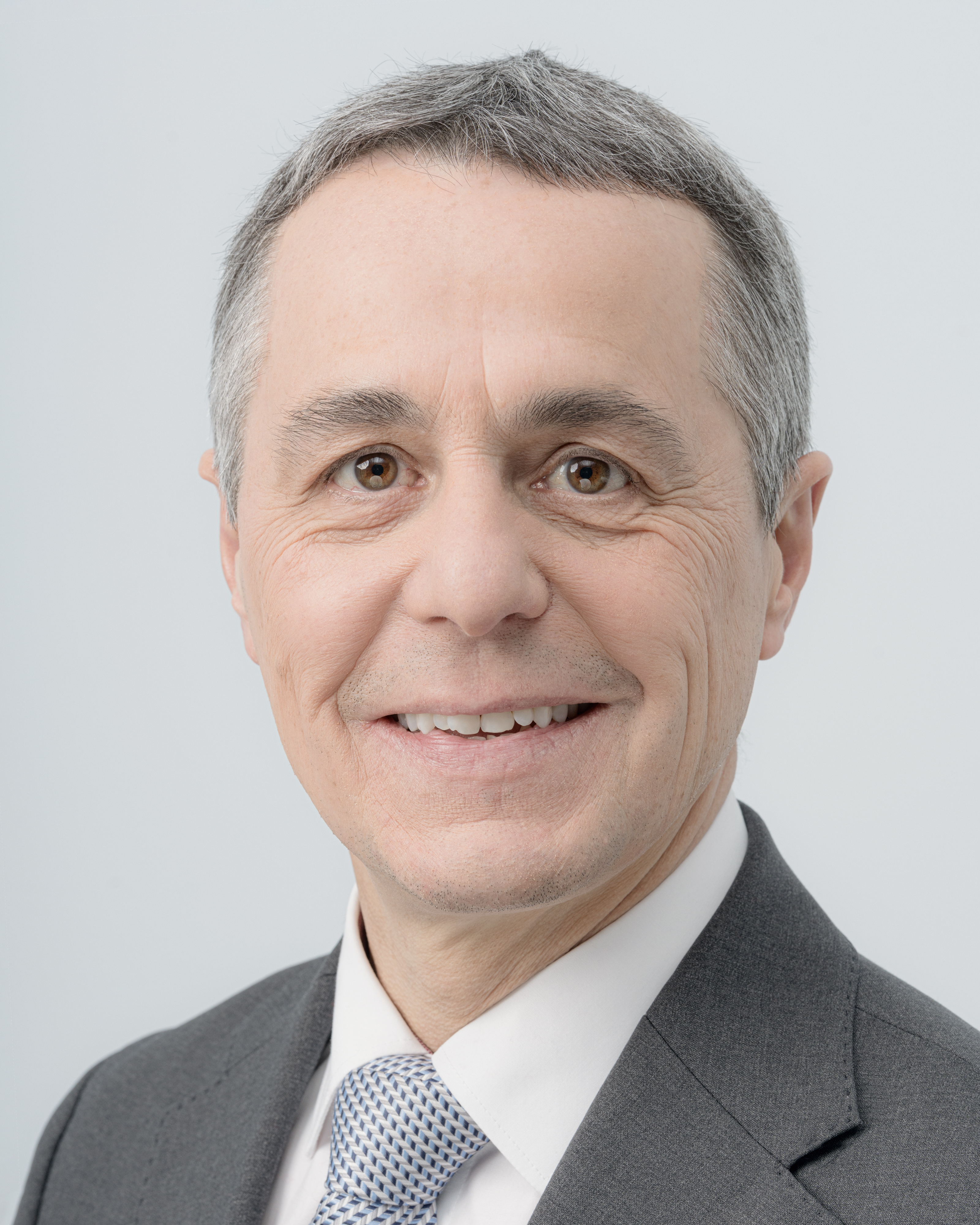
Ignazio Cassis (FDP/TI)

Bundesrat Ignazio Cassis, Departementsvorsteher
- Generalsekretariat (GS-EDA)
  - Präsenz Schweiz
- Direktion für Ressourcen (DR)
- Direktion für Völkerrecht (DV)
- Direktion für Entwicklung und Zusammenarbeit (DEZA)
- Konsularische Direktion (KD)
- Staatssekretariat (STS) (Staatssekretärin Livia Leu)

### Eidgenössisches Departement des Innern(EDI)

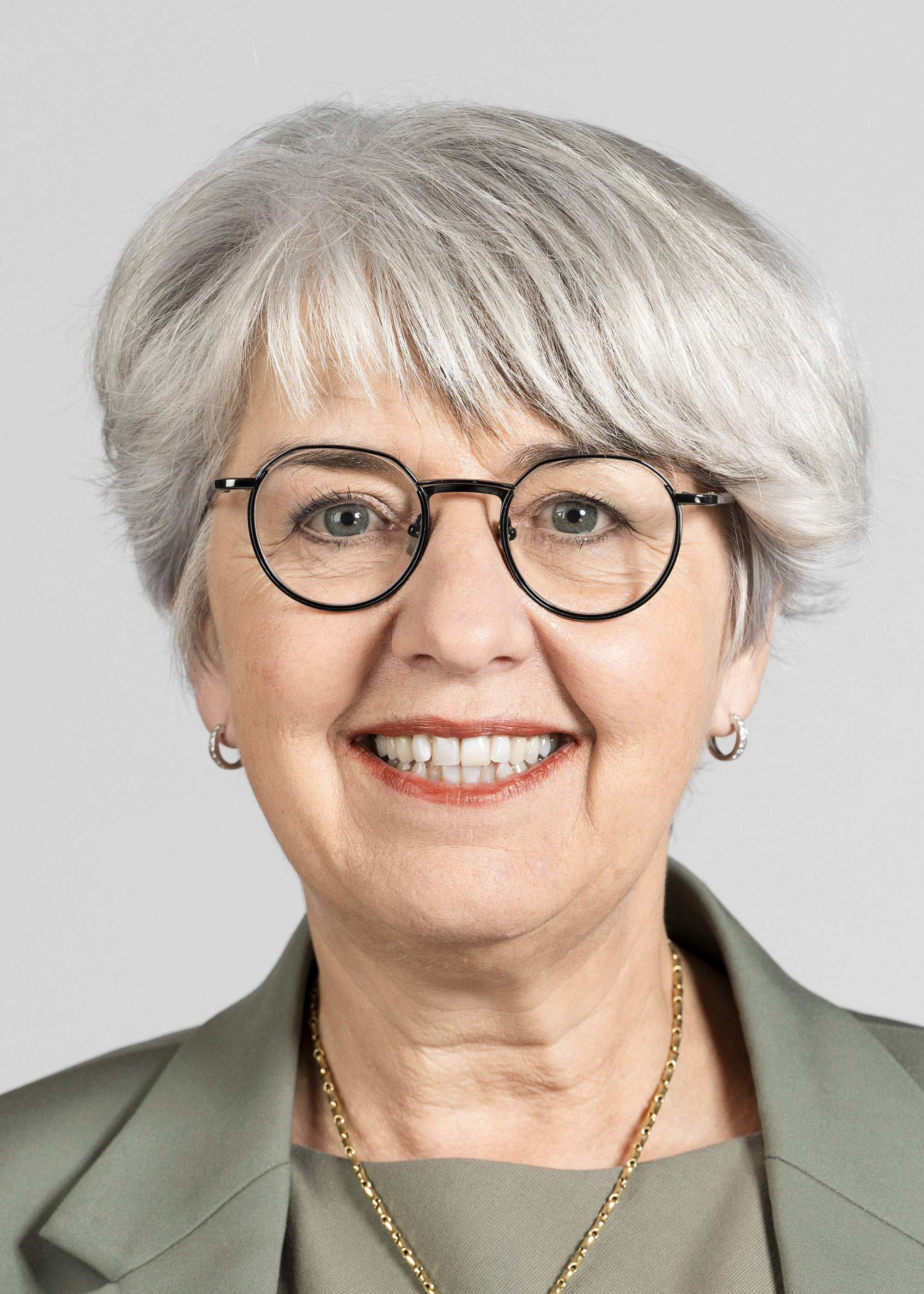
Elisabeth Baume-Schneider (SP/JU)

Bundesrätin Elisabeth Baume-Schneider, Departementsvorsteherin
- Generalsekretariat
  - Eidgenössische Kommission gegen Rassismus
  - Fachstelle für Rassismusbekämpfung
  - Eidgenössische Stiftungsaufsicht
  - Eidgenössisches Büro für die Gleichstellung von Menschen mit Behinderungen
- Bundesamt für Gesundheit (BAG)
- Bundesamt für Kultur (BAK)
  - Schweizerische Nationalbibliothek (NB)
- Bundesamt für Lebensmittelsicherheit und Veterinärwesen (BLV)
  - Institut für Virologie und Immunologie (IVI)
- Bundesamt für Meteorologie und Klimatologie (MeteoSchweiz)
- Bundesamt für Sozialversicherungen (BSV)
- Bundesamt für Statistik (BFS)
- Eidgenössisches Büro für die Gleichstellung von Frau und Mann (EBG)
- Schweizerisches Bundesarchiv (BAR)

Administrativ dem EDI zugeordnet:
- Ausgleichsfonds AHV/IV/EO (Compenswiss)
- Schweizerisches Heilmittelinstitut (Swissmedic)
- Schweizerisches Nationalmuseum (SNM)
- Stiftung Pro Helvetia

### Eidgenössisches Justiz- und Polizeidepartement(EJPD)

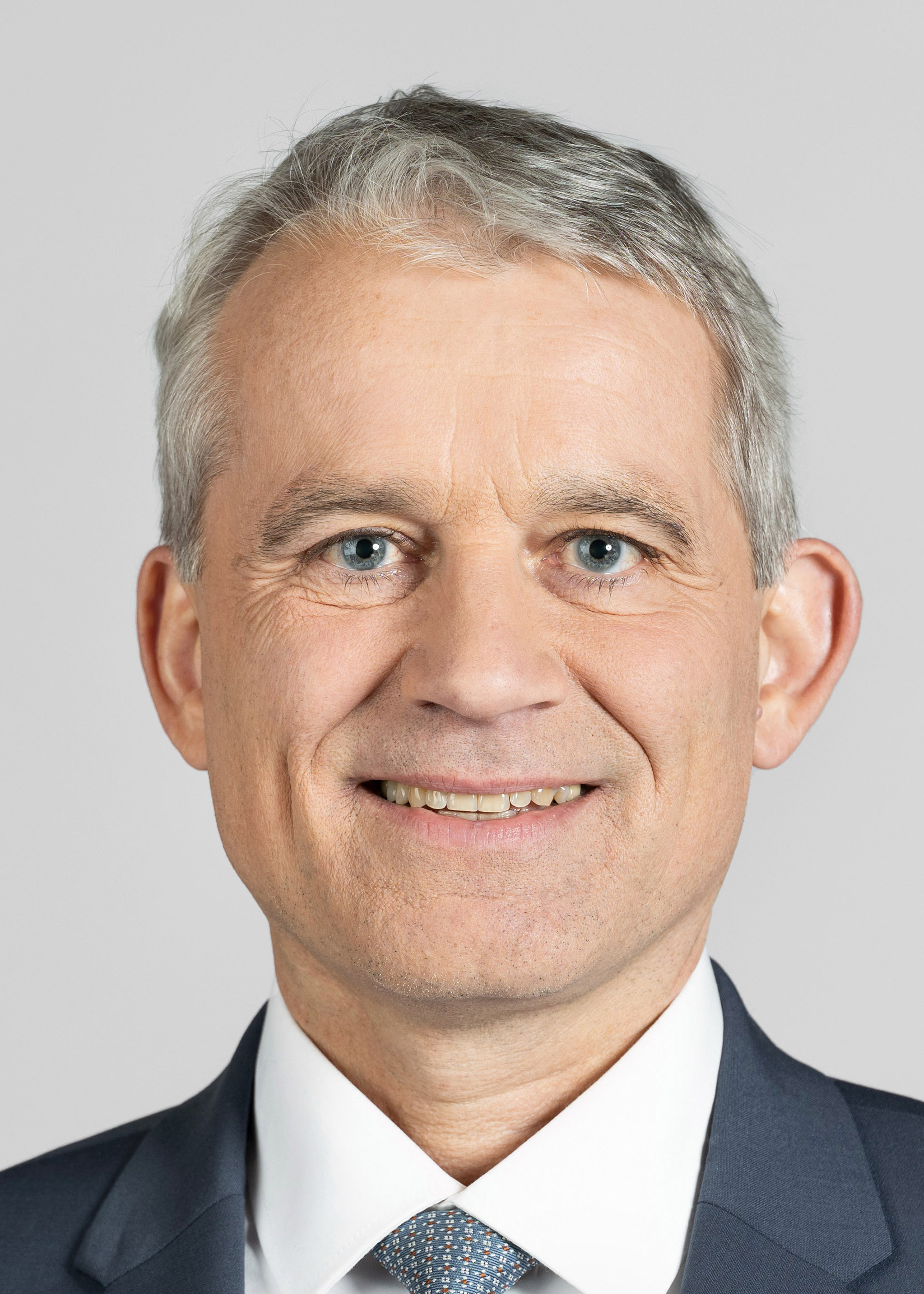
Beat Jans (SP/BS)

Bundesrat Beat Jans, Departementsvorsteher
- Generalsekretariat
  - Eidgenössische Spielbankenkommission (ESBK)
  - Eidgenössische Schiedskommission für die Verwertung von Urheberrechten und verwandten Schutzrechten (ESchK)
  - Dienst für die Überwachung des Post- und Fernmeldeverkehrs (ÜPF)
  - Kommission zur Verhütung von Folter
- Bundesamt für Justiz (BJ)
- Bundesamt für Polizei (fedpol)
- Staatssekretariat für Migration (SEM)

Administrativ dem EJPD zugeordnet:
- Dienst Überwachung Post- und Fernmeldeverkehr (ÜPF)
- Eidgenössisches Institut für Geistiges Eigentum (IGE)
- Eidgenössisches Institut für Metrologie (METAS)
- Eidgenössische Revisionsaufsichtsbehörde (RAB)
- Kantonale Passbüros
- Kommission zur Verhütung von Folter
- Schweizerisches Institut für Rechtsvergleichung (SIR)

### Eidgenössisches Departement für Verteidigung, Bevölkerungsschutz und Sport(VBS)

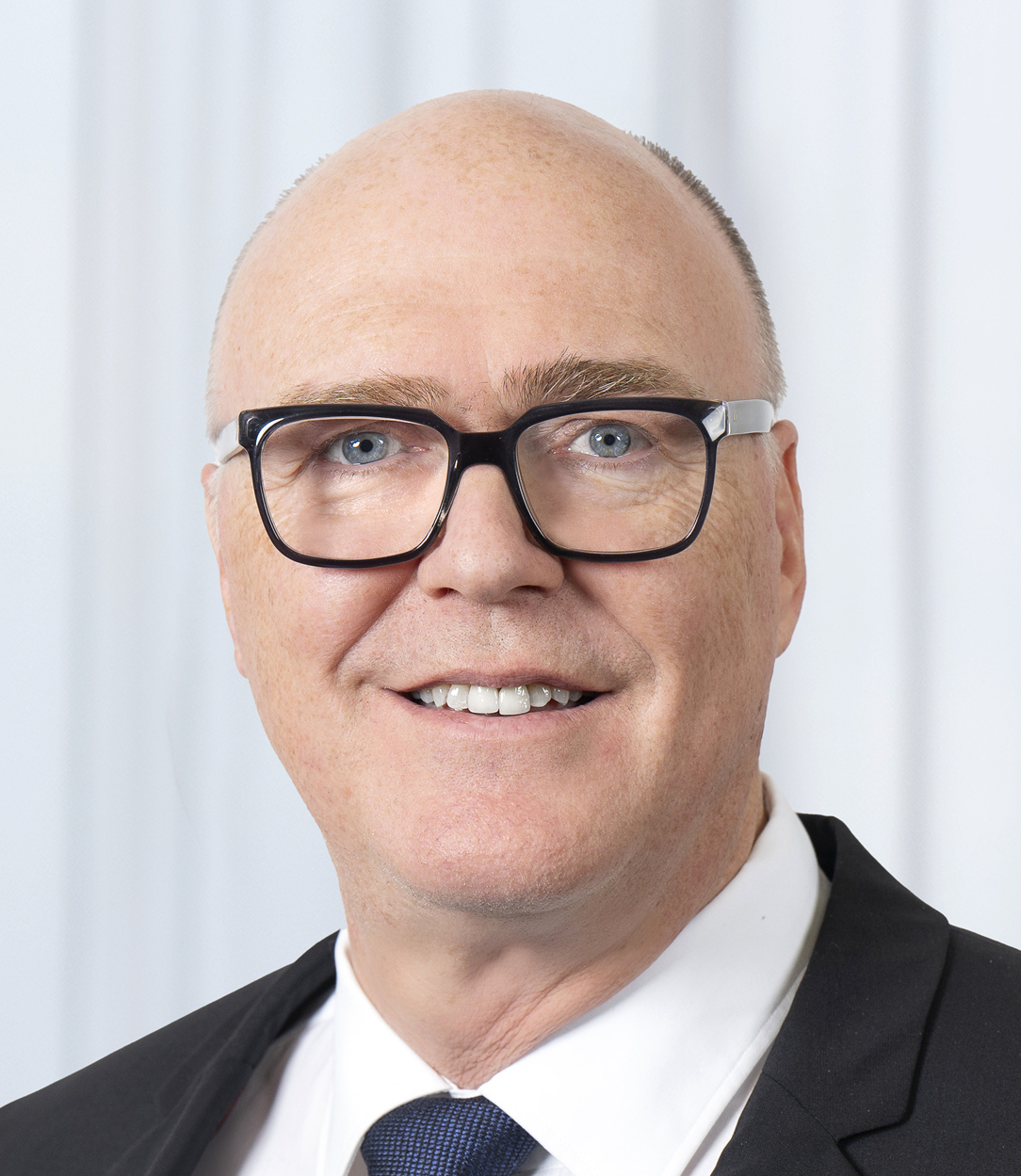
Martin Pfister (Mitte/ZG)

Bundesrat Martin Pfister, Departementsvorsteher
- Generalsekretariat (GS-VBS)
- Nachrichtendienst des Bundes (NDB)
- Oberauditorat (OA)
- Gruppe Verteidigung (Chef der Armee Korpskommandant Thomas Süssli)
  - Armeestab (A Stab)
  - Kommando Cyber (Kdo Cy)
  - Kommando Operationen (Kdo Op)
  - Kommando Ausbildung (Kdo Ausb)
  - Logistikbasis der Armee (LBA)
- Bundesamt für Bevölkerungsschutz (BABS)
  - Labor Spiez
  - Nationale Alarmzentrale
- Bundesamt für Cybersicherheit (BACS; bis 2023 Nationales Zentrum für Cybersicherheit, kurz NCSC)
- Bundesamt für Landestopografie (swisstopo)
- Bundesamt für Rüstung (armasuisse)
- Bundesamt für Sport (BASPO)
- Staatssekretariat für Sicherheitspolitik (SEPOS)

Administrativ dem VBS zugeordnet:
- Unabhängige Aufsichtsbehörde über die nachrichtendienstlichen Tätigkeiten

### Eidgenössisches Finanzdepartement(EFD)

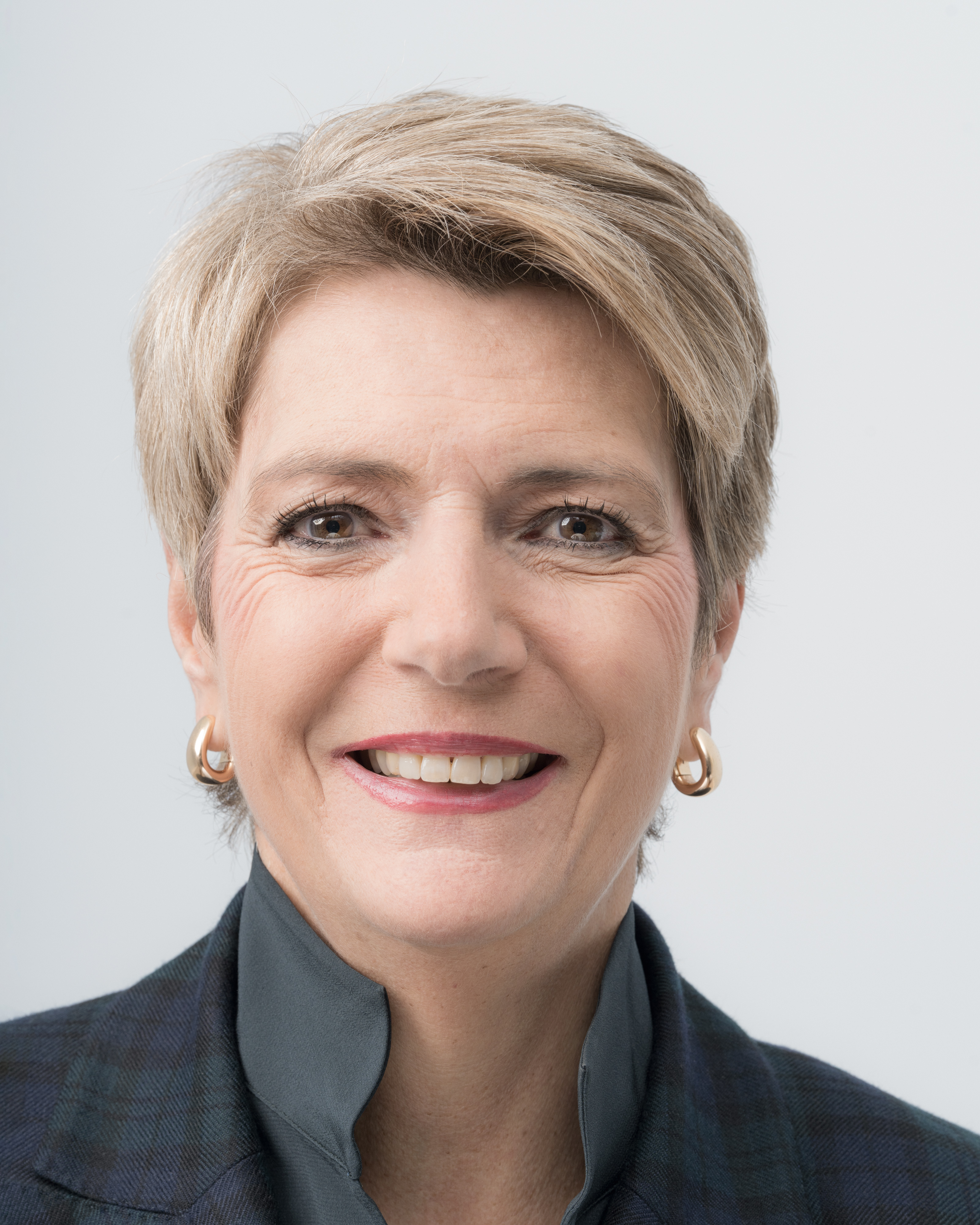
Karin Keller-Sutter (FDP/SG), Bundespräsidentin 2025

Bundespräsidentin Karin Keller-Sutter, Departementsvorsteherin
- Generalsekretariat
- Eidgenössische Alkoholverwaltung (EAV)
- Bundesamt für Bauten und Logistik (BBL)
  - Beschaffungskommission des Bundes
- Bundesamt für Informatik und Telekommunikation (BIT)
- Bundesamt für Zoll und Grenzsicherheit (BAZG)
- Eidgenössische Finanzverwaltung (EFV)
  - Zentrale Ausgleichsstelle (ZAS)
  - Offizielle Münzstätte der Schweizerischen Eidgenossenschaft  (Swissmint)
- Eidgenössische Steuerverwaltung (ESTV)
- Eidgenössisches Personalamt (EPA)
- Staatssekretariat für internationale Finanzfragen (SIF)

Administrativ dem EFD zugeordnet:
- Eidgenössische Finanzkontrolle (EFK)
- Eidgenössische Finanzmarktaufsicht (FINMA)
- Pensionskasse des Bundes (PUBLICA)

### Eidgenössisches Departement für Wirtschaft, Bildung und Forschung(WBF)

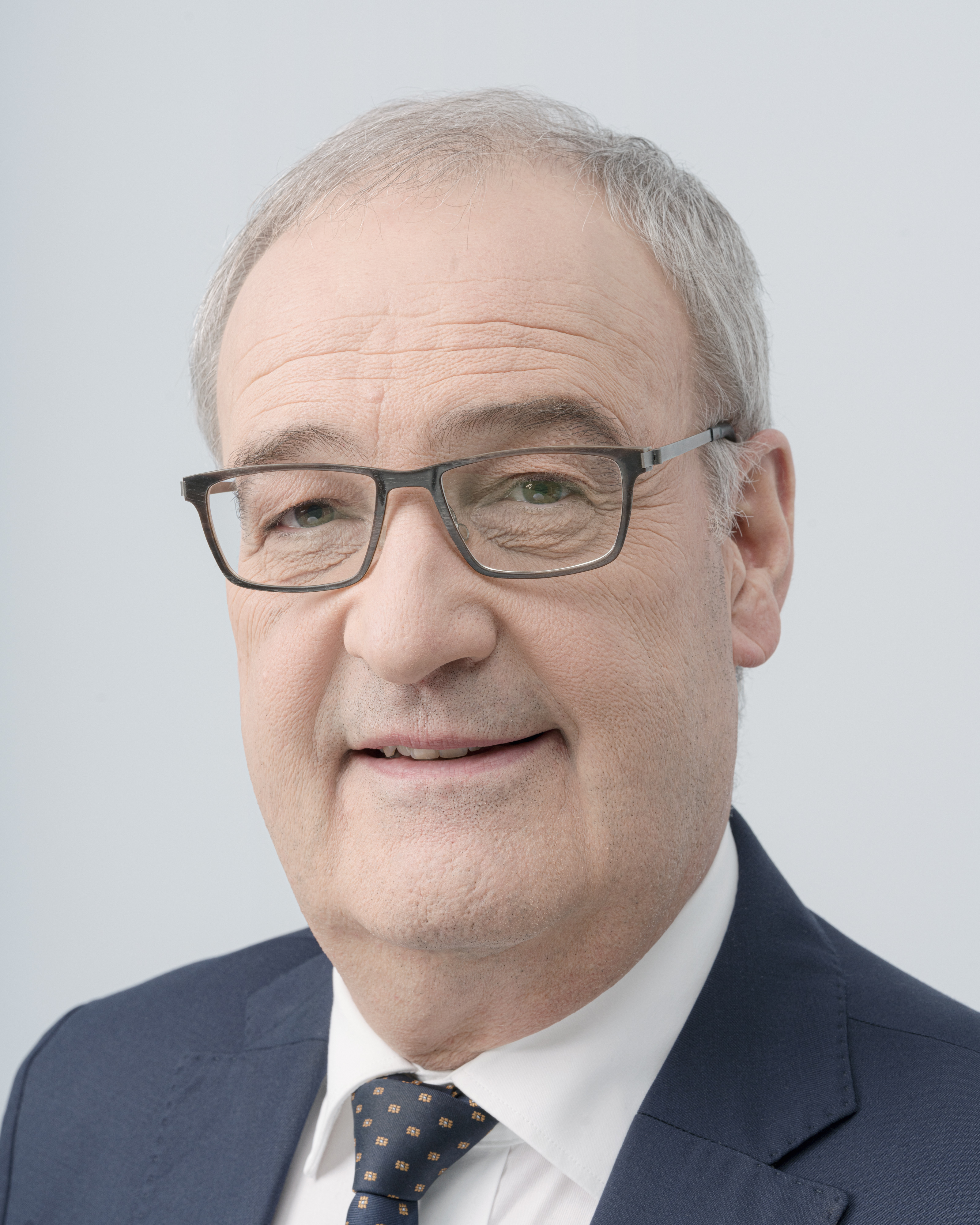
Guy Parmelin (SVP/VD), Vizepräsident 2025

Bundesrat Guy Parmelin, Departementsvorsteher
- Generalsekretariat
- Bundesamt für Landwirtschaft (BLW)
  - Eidgenössische Forschungsanstalten
- Bundesamt für wirtschaftliche Landesversorgung (BWL)
- Bundesamt für Wohnungswesen (BWO)
- Bundesamt für Zivildienst (ZIVI)
- Preisüberwacher (PUE)
- Staatssekretariat für Bildung, Forschung und Innovation (SBFI) (Staatssekretärin Martina Hirayama)
- Staatssekretariat für Wirtschaft (SECO) (Staatssekretärin Helene Budliger Artieda)

Administrativ dem WBF zugeordnet:
- Bereich der Eidgenössischen Technischen Hochschulen (ETH-Bereich)
- Eidgenössische Anstalt für Wasserversorgung, Abwasserreinigung und Gewässerschutz (EAWAG)
- Eidgenössische Forschungsanstalt für Wald, Schnee und Landschaft (WSL)
- Eidgenössische Materialprüfungs- und Forschungsanstalt (EMPA)
- Eidgenössische Technische Hochschule Lausanne (ETHL)
- Eidgenössische Technische Hochschule Zürich (ETHZ)
- Eidgenössisches Hochschulinstitut für Berufsbildung (EHB)
- Paul-Scherrer-Institut (PSI)
- Schweiz Tourismus (ST)
- Schweizerische Agentur für Innovationsförderung (Innosuisse)[4]
- Schweizerische Exportrisikoversicherung (SERV)
- Schweizerische Gesellschaft für Hotelkredit (SGH)
- Swiss Investment Fund for Emerging Markets (SIFEM)
- Wettbewerbskommission (WEKO)

### Eidgenössisches Departement für Umwelt, Verkehr, Energie und Kommunikation(UVEK)

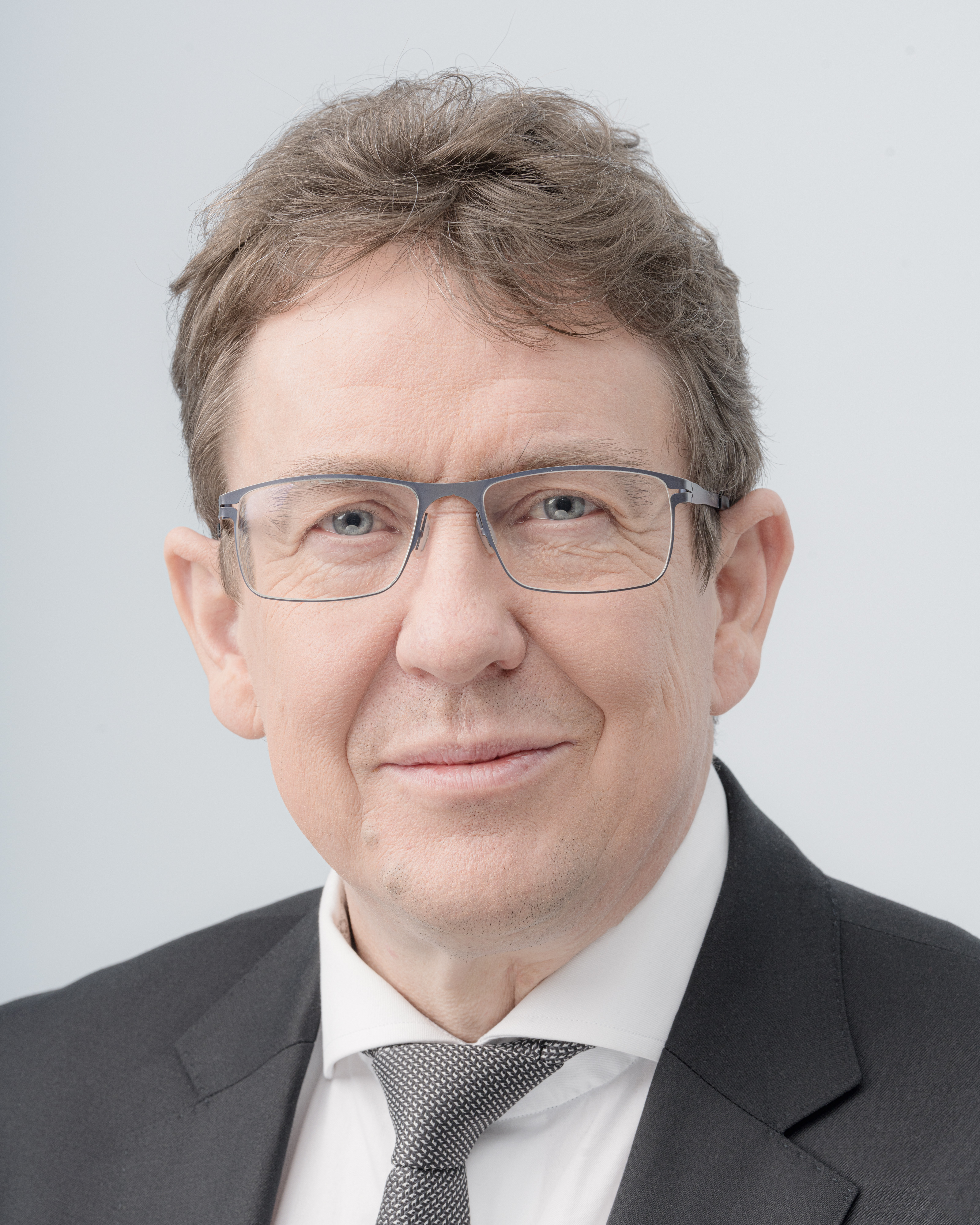
Albert Rösti (SVP/BE)

Bundesrat Albert Rösti, Departementsvorsteher
- Generalsekretariat
  - Unabhängige Beschwerdeinstanz für Radio und Fernsehen (UBI)
  - Eidgenössische Postkommission PostCom
  - Schweizerische Sicherheitsuntersuchungsstelle (SUST)
  - Eidgenössisches Nuklearsicherheitsinspektorat (ENSI)
  - Schiedskommission im Eisenbahnverkehr (SKE)
  - Eidgenössische Elektrizitätskommission (ElCom)
  - Eidgenössische Kommunikationskommission (ComCom)
  - Eidgenössisches Starkstrominspektorat (ESTI)
  - Eidgenössisches Rohrleitungsinspektorat (ERI)
  - Civil Aviation Safety Office (CASO)
- Bundesamt für Energie (BFE)
- Bundesamt für Kommunikation (BAKOM)
- Bundesamt für Raumentwicklung (ARE)
- Bundesamt für Strassen (ASTRA)
- Bundesamt für Umwelt (BAFU)
- Bundesamt für Verkehr (BAV)
- Bundesamt für Zivilluftfahrt (BAZL)

Administrativ dem UVEK zugeordnet:
- Eidgenössisches Nuklearsicherheitsinspektorat (ENSI)
- Schweizerische Trassenvergabestelle (Trassenvergabestelle)
- Stilllegungs- und Entsorgungsfonds für Kernanlagen

## Ausserparlamentarische Kommissionen
Ausserparlamentarische Kommissionen sind vom Bundesrat oder vom Departement eingesetzte Gremien, die für Regierung und Verwaltung öffentliche Aufgaben erfüllen. Sie unterstehen der Kommissionenverordnung vom 3. Juni 1996 (SR 172.31). Die ausserparlamentarischen Kommissionen erfüllen vor allem zwei Funktionen: Sie ergänzen als Milizorgane die Bundesverwaltung in Bereichen, wo dieser spezielle Kenntnisse fehlen. Damit stehen der Verwaltung Fachkenntnisse zur Verfügung, die selbst hergestellt werden müssten. «Die Einsetzung neuer ausserparlamentarischer Kommissionen erfolgt daher oft, wenn der Staat neue Aufgaben zu übernehmen hat und die entsprechenden Fachkenntnisse in der Verwaltung selber noch nicht vorhanden sind.» Zudem sind sie ein nützliches Mittel zur Interessenvertretung von Organisationen aus Politik, Wirtschaft und Gesellschaft. Die Zusammenarbeit ermöglicht Kompromisse, die nicht nur auf reiner Interessenvertretung basieren. Dementsprechend können ausserparlamentarische Kommissionen als Instrument einer partizipativen Demokratie betrachtet werden und verfügen in der Schweiz über eine lange Tradition. Beispiele sind: PRS – Kommission Präsenz Schweiz; EEK – Eidgenössische Ernährungskommission; EKKJ – Eidgenössische Kommission für Kinder- und Jugendfragen.

## Personalbestand

### Personalbestand 1849–2000
| Jahr | Allg. BV | PTT    | SBB    | Total   |
| ---- | -------- | ------ | ------ | ------- |
| 1849 | 489      | 2'591  | 0      | 3'080   |
| 1875 | 1'562    | 6'912  | 0      | 8'474   |
| 1900 | 5'958    | 13'919 | 0      | 19'877  |
| 1913 | 8'085    | 20'988 | 37'683 | 66'756  |
| 1914 | 8'236    | 21'224 | 37'416 | 66'876  |
| 1915 | 9'098    | 21'150 | 35'824 | 66'072  |
| 1916 | 10'101   | 21'006 | 35'300 | 66'407  |
| 1917 | 11'506   | 21'136 | 34'791 | 67'433  |
| 1918 | 12'296   | 21'925 | 34'614 | 68'835  |
| 1919 | 9'970    | 23'255 | 36'767 | 69'992  |
| 1920 | 10'962   | 24'001 | 39'410 | 74'373  |
| 1921 | 10'379   | 23'208 | 38'426 | 72'013  |
| 1922 | 9'733    | 22'158 | 36'873 | 68'764  |
| 1923 | 9'918    | 21'519 | 35'308 | 66'745  |
| 1924 | 10'016   | 21'074 | 35'170 | 66'260  |
| 1925 | 10'047   | 20'859 | 35'457 | 66'363  |
| 1926 | 9'845    | 20'725 | 35'171 | 65'741  |
| 1927 | 9'874    | 20'507 | 34'383 | 64'764  |
| 1928 | 9'743    | 20'436 | 33'457 | 63'636  |
| 1929 | 9'716    | 20'908 | 33'532 | 64'156  |
| 1930 | 9'900    | 21'385 | 34'305 | 65'590  |
| 1931 | 10'223   | 21'829 | 34'006 | 66'058  |
| 1932 | 10'540   | 21'670 | 33'185 | 65'395  |
| 1933 | 10'749   | 21'212 | 31'741 | 63'702  |
| 1934 | 11'321   | 21'181 | 30'861 | 63'363  |
| 1935 | 11'995   | 21'081 | 29'834 | 62'910  |
| 1936 | 12'605   | 20'800 | 28'642 | 62'047  |
| 1937 | 13'619   | 20'690 | 28'030 | 62'339  |
| 1938 | 14'508   | 20'811 | 28'476 | 63'795  |
| 1939 | 15'974   | 21'211 | 28'140 | 65'325  |
| 1940 | 21'638   | 21'632 | 28'322 | 71'592  |
| 1941 | 25'193   | 21'266 | 28'756 | 75'215  |
| 1942 | 29'591   | 21'345 | 29'829 | 80'765  |
| 1943 | 34'674   | 21'862 | 30'768 | 87'304  |
| 1944 | 38'385   | 22'684 | 31'870 | 92'939  |
| 1945 | 36'775   | 23'059 | 32'996 | 92'830  |
| 1946 | 31'144   | 24'173 | 34'502 | 89'819  |
| 1947 | 28'539   | 26'248 | 36'377 | 91'164  |
| 1948 | 27'243   | 27'691 | 37'750 | 92'684  |
| 1949 | 26'638   | 28'677 | 37'645 | 92'960  |
| 1950 | 25'536   | 28'936 | 36'646 | 91'118  |
| 1951 | 26'194   | 29'049 | 36'790 | 92'033  |
| 1952 | 26'743   | 29'539 | 37'219 | 93'501  |
| 1953 | 25'777   | 30'056 | 37'169 | 93'002  |
| 1954 | 25'322   | 30'527 | 37'201 | 93'050  |
| 1955 | 25'436   | 31'521 | 37'349 | 94'306  |
| 1956 | 25'888   | 32'534 | 37'989 | 96'411  |
| 1957 | 26'715   | 33'680 | 38'714 | 99'109  |
| 1958 | 27'454   | 34'774 | 39'135 | 101'363 |
| 1959 | 28'122   | 35'880 | 39'227 | 103'229 |
| 1960 | 28'792   | 36'889 | 39'562 | 105'243 |
| 1961 | 29'319   | 37'990 | 40'163 | 107'472 |
| 1962 | 29'727   | 39'377 | 40'692 | 109'796 |
| 1963 | 30'357   | 41'071 | 41'184 | 112'612 |
| 1964 | 31'172   | 42'451 | 41'763 | 115'386 |
| 1965 | 31'802   | 43'408 | 41'763 | 116'973 |
| 1966 | 32'230   | 44'271 | 41'211 | 117'712 |
| 1967 | 32'560   | 44'909 | 40'713 | 118'182 |
| 1968 | 33'348   | 45'725 | 40'398 | 119'471 |
| 1969 | 34'579   | 46'600 | 40'344 | 121'523 |
| 1970 | 35'371   | 47'384 | 40'231 | 122'986 |
| 1971 | 36'203   | 48'497 | 40'003 | 124'703 |
| 1972 | 37'165   | 49'772 | 40'373 | 127'310 |
| 1973 | 37'398   | 50'612 | 40'540 | 128'550 |
| 1974 | 37'507   | 50'763 | 40'662 | 128'932 |
| 1980 | 37'637   | 51'237 | 38'013 | 126'887 |
| 1990 | 39'805   | 63'130 | 36'321 | 139'256 |
| 2000 | 35'904   | 37'440 | 29'031 | 102'375 |

### Personalbestand 2001–2006
| Jahr | EDA   | EDI   | EJPD  | VBS    | EFD   | WBF   | UVEK  | BK  | Behörden und Gerichte | Bundesverwaltung | Übrige | Total Bundesverwaltung |
| ---- | ----- | ----- | ----- | ------ | ----- | ----- | ----- | --- | --------------------- | ---------------- | ------ | ---------------------- |
| 2001 | 2'588 | 1'999 | 1'864 | 12'375 | 7'588 | 1'083 | 1'268 | 177 | 479                   | 29'421           | 3'077  | 32'498                 |
| 2002 | 2'899 | 2'040 | 2'065 | 12'623 | 7'655 | 1'117 | 1'353 | 174 | 507                   | 30'433           | 3'229  | 33'662                 |
| 2003 | 2'951 | 2'068 | 2'225 | 12'973 | 7'644 | 1'135 | 1'275 | 189 | 761                   | 31'221           | 3'398  | 34'619                 |
| 2004 | 2'930 | 1'978 | 2'344 | 12'498 | 7'419 | 1'117 | 1'271 | 195 | 796                   | 30'548           | 3'607  | 34'155                 |
| 2005 | 2'921 | 1'872 | 2'243 | 11'993 | 7'252 | 1'089 | 1'298 | 198 | 825                   | 29'691           | 3'599  | 33'290                 |
| 2006 | 2'786 | 1'646 | 2'182 | 11'092 | 7'083 | 1'182 | 1'281 | 198 | 880                   | 28'330           | 3'653  | 32'163                 |

### Personalbestand ab 2007 nach Einführung des Neuen Rechnungsmodells (NRM)
| Jahr | EDA   | EDI   | EJPD  | VBS    | EFD   | WBF   | UVEK  | Bundeskanzlei, Behörden und Gerichte | Total Bundesverwaltung |
| ---- | ----- | ----- | ----- | ------ | ----- | ----- | ----- | ------------------------------------ | ---------------------- |
| 2007 | 3'300 | 2'013 | 2'137 | 11'799 | 8'182 | 1'975 | 1'690 | 1'009                                | 32'105                 |
| 2008 | 3'367 | 2'033 | 2'205 | 11'628 | 8'316 | 1'965 | 1'849 | 1'035                                | 32'398                 |
| 2009 | 3'705 | 2'105 | 2'253 | 11'719 | 8'340 | 2'022 | 1'849 | 1'063                                | 33'056                 |
| 2010 | 3'919 | 2'038 | 2'305 | 11'521 | 8'505 | 1'992 | 1'942 | 1'090                                | 33'312                 |
| 2011 | 3'992 | 2'066 | 2'208 | 11'201 | 8'333 | 2'046 | 1'966 | 1'242                                | 33'054                 |
| 2012 | 4'079 | 2'062 | 2'281 | 11'161 | 8'333 | 2'096 | 2'026 | 1'271                                | 33'309                 |
| 2013 | 4'240 | 2'193 | 2'259 | 11'380 | 8'367 | 2'070 | 2'089 | 1'294                                | 33'892                 |
| 2014 | 4'391 | 2'229 | 2'400 | 11'598 | 8'539 | 2'122 | 2'185 | 1'308                                | 34'772                 |
| 2015 | 4'140 | 2'230 | 2'428 | 11'681 | 8'687 | 2'189 | 2'234 | 1'322                                | 34'911                 |
| 2016 | 5'598 | 2'427 | 2'499 | 12'149 | 8'761 | 2'270 | 2'278 | 1'357                                | 37'339                 |
| 2017 | 5'588 | 2'414 | 2'556 | 11'957 | 8'669 | 2'153 | 2'240 | 1'369                                | 36'946                 |
| 2018 | 5'499 | 2'448 | 2'529 | 11'596 | 8'701 | 2'081 | 2'242 | 1'426                                | 36'522                 |
| 2019 | 5'489 | 2'472 | 2'602 | 11'909 | 8'716 | 2'104 | 2'285 | 1'450                                | 37'027                 |
| 2020 | 5'447 | 2'547 | 2'697 | 12'215 | 8'819 | 2'152 | 2'378 | 1'434                                | 37'689                 |
| 2021 | 5'477 | 2'633 | 2'719 | 12'215 | 8'772 | 2'185 | 2'433 | 1'538                                | 37'972                 |
| 2022 | 5'469 | 2'678 | 2'794 | 12'128 | 8'756 | 2'212 | 2'474 | 1'547                                | 38'058                 |
| 2023 | 5'461 | 2'759 | 3'026 | 12'252 | 8'729 | 2'255 | 2'526 | 1'588                                | 38'596                 |
| 2024 | 5'352 | 2'809 | 3'206 | 12'279 | 8'853 | 2'268 | 2'551 | 1'644                                | 38'962                 |